# 군위 인각사 출토 공양구 일괄
군위 인각사 출토 공양구 일괄(軍威 麟角寺 出土 供養具 一括)은 서울특별시 종로구에 있는, 2008년 경상북도 군위군 인각사의 1호 건물지 동쪽 유구(遺構)에서 발굴된 유물이다. 2019년 5월 2일 대한민국의 보물 제2022호로 지정되었다.

## 개요
‘군위 인각사 출토 공양구 일괄’은 2008년 경상북도 군위군 인각사의 1호 건물지 동쪽 유구(遺構)에서 발굴된 유물로서 금속공예품과 도자류로 구성된 총 18점의 일괄 출토품이다. 제작 시기는 통일신라～고려 초기에 제작된 유물로 추정된다.
금속공예품은 총 11점으로 금동사자형 병향로(柄香爐), 향합(香盒), 정병(淨甁), 청동북[金鼓] 등으로 구성되었고 사찰에서 사용하는 청동제 의례용품들로서 조형성 뛰어나고 섬세한 기법이 돋보인다. 그 중 불교에서 천상의 새를 상징하는 금동가릉빈가상(金銅迦陵頻伽像)은 그동안 출토 사례가 거의 없어 도상적(圖像的)으로 희귀하며 청동발과 청동뚜껑[접시] 역시 통일신라부터 유행한 전형적인 기형(器形)으로서 당대 공예기술을 충실히 보여주고 있다.
군위 인각사 출토 일괄유물 가운데 청자 7점은 모두 중국산으로 추정된다. 발굴 당시 포개진 채 출토되어 공반(供伴) 유물로서 가치가 있으며 함께 출토된 금속유물의 제작시기 등을 추정하는데 참고가 된다. 청자는 8세기말～10세기 전반 사이에 제작된 것으로 추정되며, 국내 출토 중국도자의 편년기준을 제공할 뿐 아니라 국내산 청자의 제작시기를 연구하는 데에도 도움이 된다. 지금까지 신라 말～고려 초 금속공예품들은 대부분 사찰이나 박물관 등지에서 전해 내려오는 유물인 반면 인각사 출토 공양구는 비교적 이른 시기의 보기 드문 금속기명과 청자 유물들이 공반 출토되어 명확한 출토지와 편년을 알 수 있다는 점에서 역사적･학술적 가치가 높게 평가되고 있다.

## 참고 자료
- 군위 인각사 출토 공양구 일괄 - 국가유산청 국가유산포털